# كلاوديو كاستانولي
كلاوديو كاستانولي (بالإنجليزيَّة: Claudio Castagnoli) (27 ديسمبر 1980 م) مصارع سويسري، يعمل حاليا في آول إليت ريسلينغ. كان يُعرف سابقًا باسم سيزارو أثناء فترته في اتحاد دبليو دبليو إي.
إنجازاته بطولة الولايات المتحدة الأمريكية وأول من فاز بكأس أندريه ذاجاينت في راسلمينيا 30.
و تم تغير اسمه إلى سيزارو فقط
اتحاده مع بول هيمان في عرض رو الذي بعد رسلمينا 30 تفاجئ الجمهور بانقلاب سيزارو على مديره زاب كولتر وانضمامه إلى بول هيمان وبعده دخل في عداوة مع صديقه جاك سواقر وروب فان دام في اكستريم رولز انتهت بفوز سيزارو بعد مباراة نارية
ذاميز. ً- ارتوث في عام 2012 دخل سيزارو في عداوة مع ذا ميز وأر تروث وذلك لانه كان يهين أمريكا وانتهت المباريات بفوز سيزارو
ألقاب: ملك الأرجوحة - سوبر مان السويري - ملك التطرف - سيد الدبليو دبليو إي - الأمريكي الأصيل - رجل بول هيمان - سايبورغ السويسري
اتحاده مع زاب كولتر في بداية عام 2013 تفاجى جماهير بنضمامه إلى فريق الأمريكيين الحقيقين مع زاب كولتر. وجاك سواقر إنما كان اتحاده مع كولتر. غريبا خصوصا انه يكره أمريكا في سيناريو إلا أنه أكمل العام الواحد مع كولتر وانقلب عليه وانضم ألى بول هيمان

## مسيرته في الدبليو دبليو إي

### بطولة الولايات المتحدة

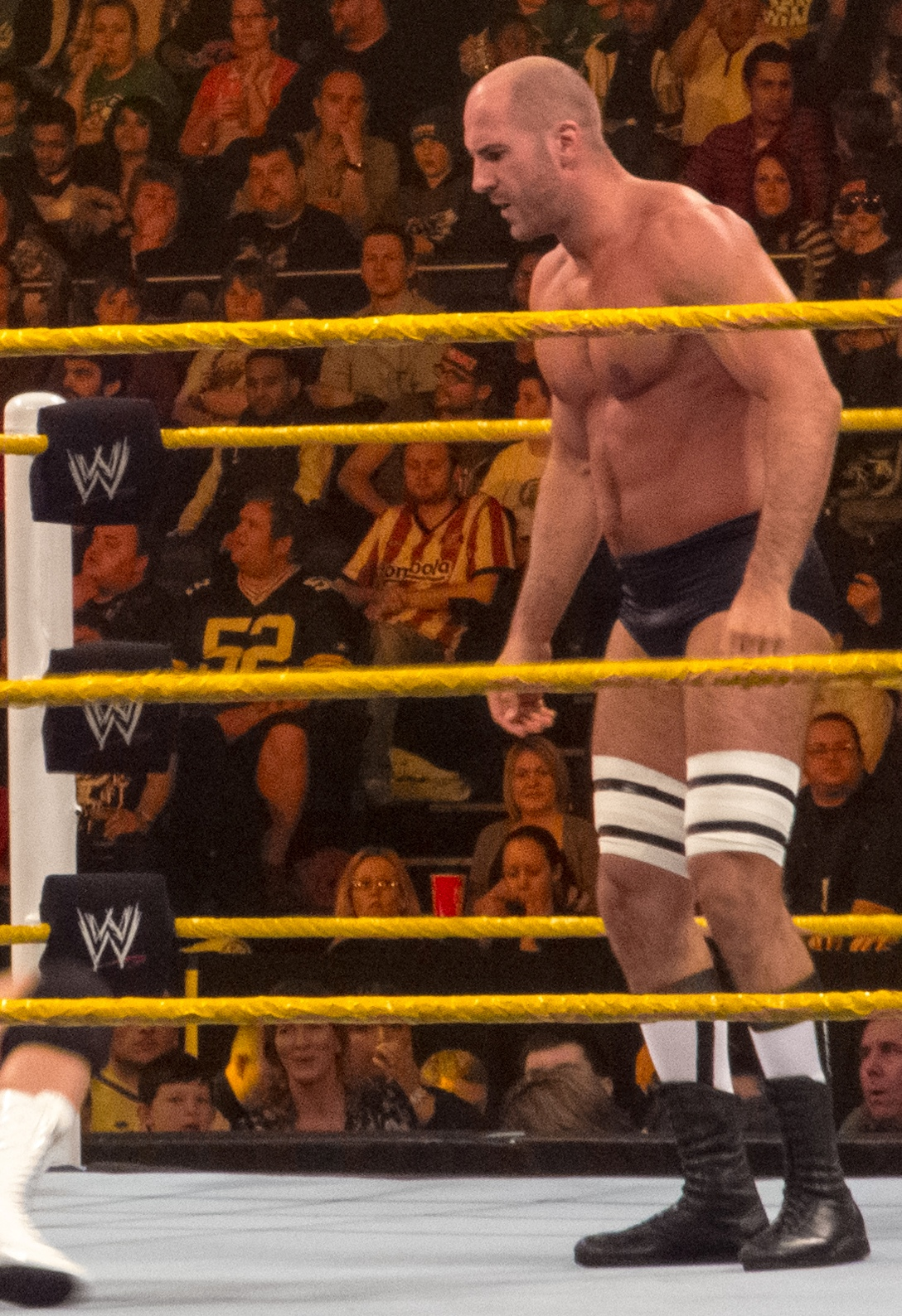
أنطونيو سيزارو في NXT سنة 2012

ضهر سيزارو أول مرة في يوم 20 أبريل 2012 في سماك داوون عندما كان يكلم أكسانا، وبعدها وقع العقد مع جون لورنايتس، وبعدها تمكن سيزارو بسهولة من الفوز على تايسون كيد وقالت أكسانا أن سيزارو وهي أصبحا يحبان بعضهما وفي يوم 27 يوليو خسر سيزارو أول مباراة عندما واجه هو وأكسانا كل من ذا جريت كالي وليلى وفي 3 أغسطس تمكن سيزراو من الفوز على بطل الولايات المتحدة الأمريكية سانتينو ماريلا في مباراة ليست على الحزام، وفي الأسبوع إلذي يليه في عرض سماك داوون خسر سيزارو أول مباراة فردية له ضد كرستيان، وفي عرض سمر سلام تمكن سيزارو من الفوز على سانتينو ماريلا والفوز ببطولة الولايات المتحدة الأمريكية، سيزارو دفع عن لقبه أول مرة ضد زاك رايدر في عرض ليلة الأبطال بتاريخ 2012/9/16 وتمكن من الفوز، وفي يوم 21 سبتمبر سيزارو أنهى علاقته مع أكسانا لأنها جعلته يخسر في مباراة ضد سانتينو ماريلا، مما جعل سيزارو يدافع عن لقبه ضد سانتينو وقد فاز سيزارو بسهولة، 

و في يوم 22 أكتوبر خسر سيزارو ضد جستين غابريل وقد تواجه الأثنان مرة أخرى في عرض  Hell In a Cell  وفاز سيزارو، وبعدها دخل سيزارو في عداء مع أر تروث، وفي نفس الوقت دافع سيزارو عن لقبه ضد تايسون كيد في أن أكس تي، وفي عرض سيرفايفر سريز تمكن سيزارو من هزيمة تروث، وأستمر العداء حيث فاز تروث على سيزارو في سماك داوون، وتواجه ألأثنان مرة أخرى في عرض تي أل سي على اللقب وفاز سيزارو، وبعدها دافع سيزارو عن لقبه ضد سارجينت سلوتر وتمكن سيزارو من الفوز، وفي يوم 2 يناير تمكن سيزارو من هزيمة ذا جريت كالي حيث نفذ حركة نيوتشلرايزر عليه، وبعدها دخل في عداء مع ذا ميز وتواجه الأثنان في يوم 22 يناير 2013 في عرض رويل رمبل وفاز سيزارو، وقد شارك سيزارو في مباراة رويل رمبل ودخل رقم 22 وأقصي من قبل جون سينا 

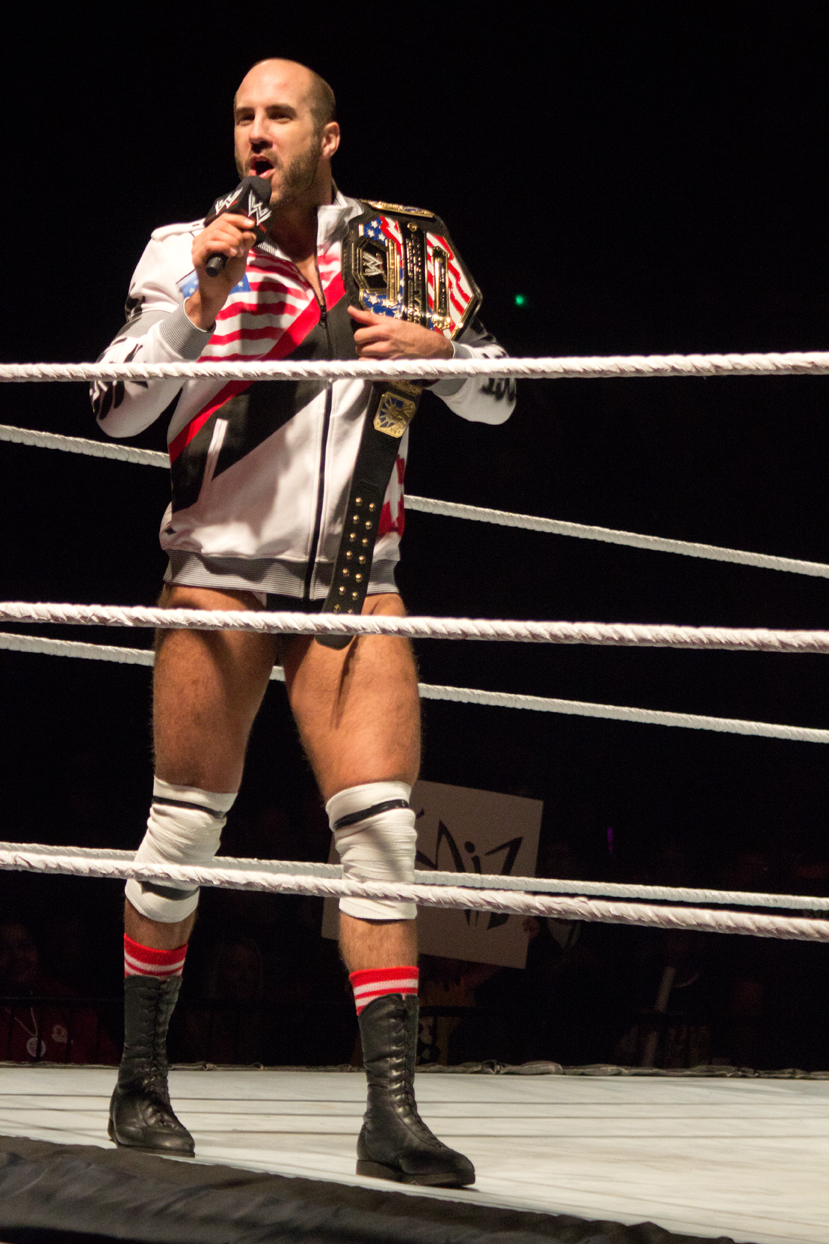
أنطونيو سيزارو بطل الولايات المتحدة الأمريكية في عام 2013

و أستمر عداء سيزارو وميز حتى عرض غرفة الأقصاء وفاز ذا ميز بالأقصاء، وفي عرض سماك داوون فاز سيزارو على ميز في مباراة عدتان من أصل ثلاث، وفي يوم 21 مارس 2013 تمكن سيزارو من الفوز على أدريان نيفل وألأتحفاض بلقبه بعرض أن أكس تي وبعدها في عرض راو خسر سيزارو لقبه ضد كوفي كنغستون وكذالك في عرض ماين أيفينت.

### الأمريكيون الأصيلون
في شهر يناير دخل سيزارو في عداء مع سامي زين في عرض أن أكس تي وقد تمكن زين من هزيمة سيزارو، ولكن في مباراة الرد فاز سيزارو، وفي 17 يونيو أصبح سيزارو صديقا لزاب كولتر وقد جعل كولتر سيزارو يصبح أمريكيا، وفي يوم 3 يوليو فشل سيزارو في هزيمة بو دالاس على بطولة أن أكس تي، وفي عرض ماني إن ذا بانك 2013 أنضم سيزارو إلى جاك سواجر، وفي الليلة الأخرى أصبح سيزارو وسواجر فريقا مع زاب كولتر يسمى الأمريكيون الأصيلون ودخلا في عداء مع ذا أوسو ولكنهما خسر العداء، وفي يوم 21 أغسطس تمكن سيزارو من هزيمة زين في مباراة من نوع عدتان من أصل ثلاث، وعرض ليلة الأبطال خسرا لفريق برايم تايم بلاير (تايتوس اونيل، دارين يونغ), وفي يوم 6 أكتوبر فازا على سانتينو ماريلا وذا جريت كالي في عرض باتل جراوند 

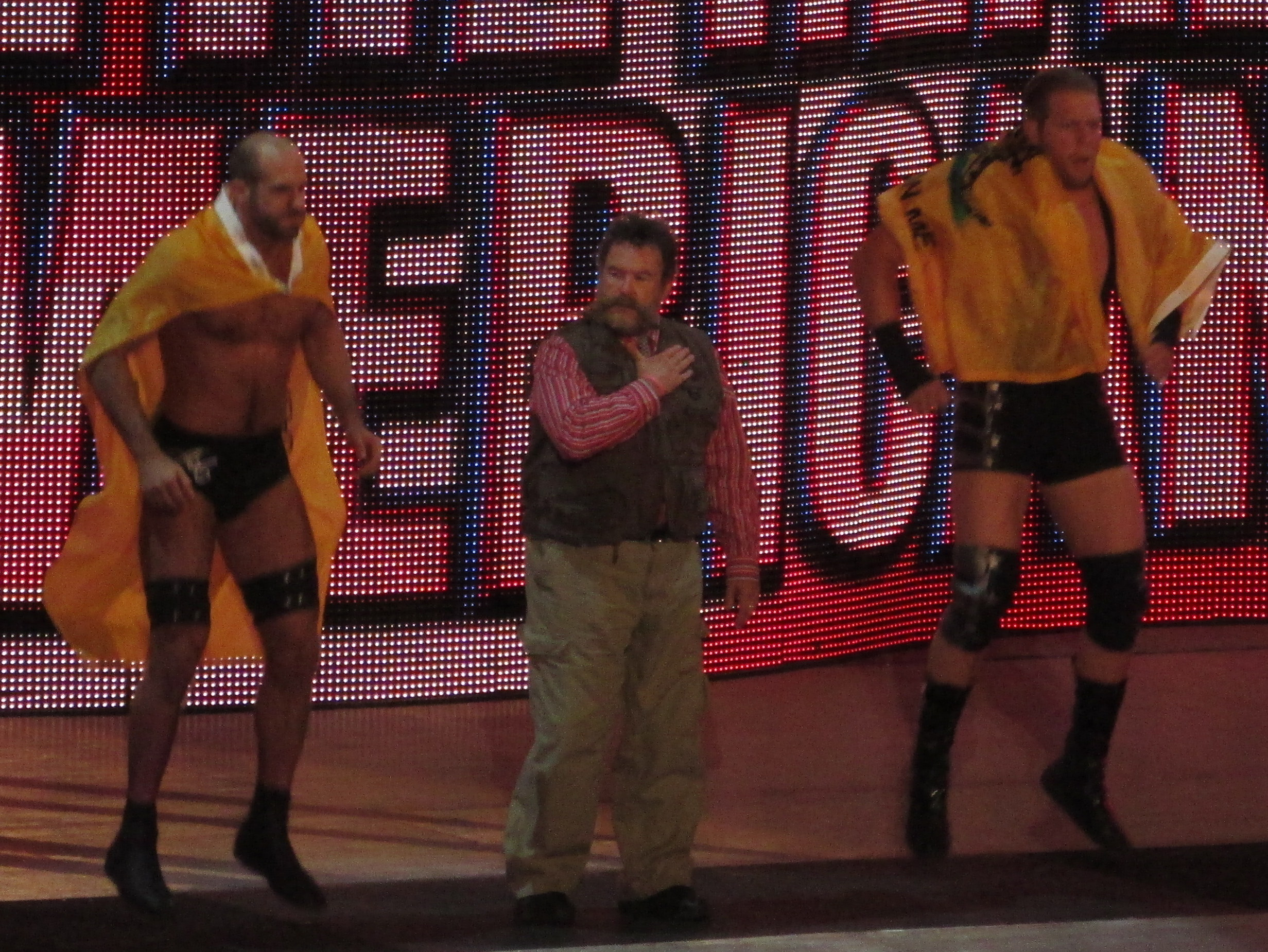
فريق الأمريكيون الأصيلون (سيزارو في اليسار)

و بعدها دخلا في عداء مع لوس ماتادوريس، وفي عرض الرو تمكن فريق الأمريكيون الأصيلون من هزيمة بطلا الفرق جولداست وكودي رودز في مباراة ليست على اللقب، 

و في بداية 2014 شاركا في مباريات ضد العديد من الفرق منها بيج شو وري مستريو ومنها ذا أوسو، وقد شارك سيزارو في مباراة رويل رمبل ولكنه أقصي من قبل رومان رينز، وفي يوم 31 يناير 2014 تمكن سيزارو من هزيمة دولف زيجلر والتأهل إلى غرفة الاقصاء، وفي يوم 14 فبراير تمكن سيزارو من الفوز على بطل العالم والدبليو دبليو إي للوزن الثقيل راندي أورتن في مباراة لست على اللقب، ولكن سيزارو أقصي في مباراة غرفة الأقصاء من قبل جون سينا عن طريق الإخضاع، وفي عرض أن أكس تي قام سزارو بهزيمة سامي زين ولكن أحرجه قبل المبارة، 

وفي بداية عرض راسلمينيا30 شارك فريق الأمريكيون الأصيلون في مباراة رباعية للفرق وخسروها، وقد قام سواجر بعد المبارة بلوم سيزارو على الخسارة وقد قام بمهاجمته قبل أن يقترح كولتر مصافحة الأيدي ولكن قام سيزارو بتنفيذ حركة الأرجحة على سواجر، وبلاحقا في راسلمينيا قام سيزارو بالمشاركة في مباراة أندريه العملاق التكريمية وقد فاز بها بعد أن قام بأقصاء بيج شو، وبعدها بليلة قام سيزارو بخيانة كولتر وأنضم إلى بول هيمان.

### الفشل في الفوز بالبطولات

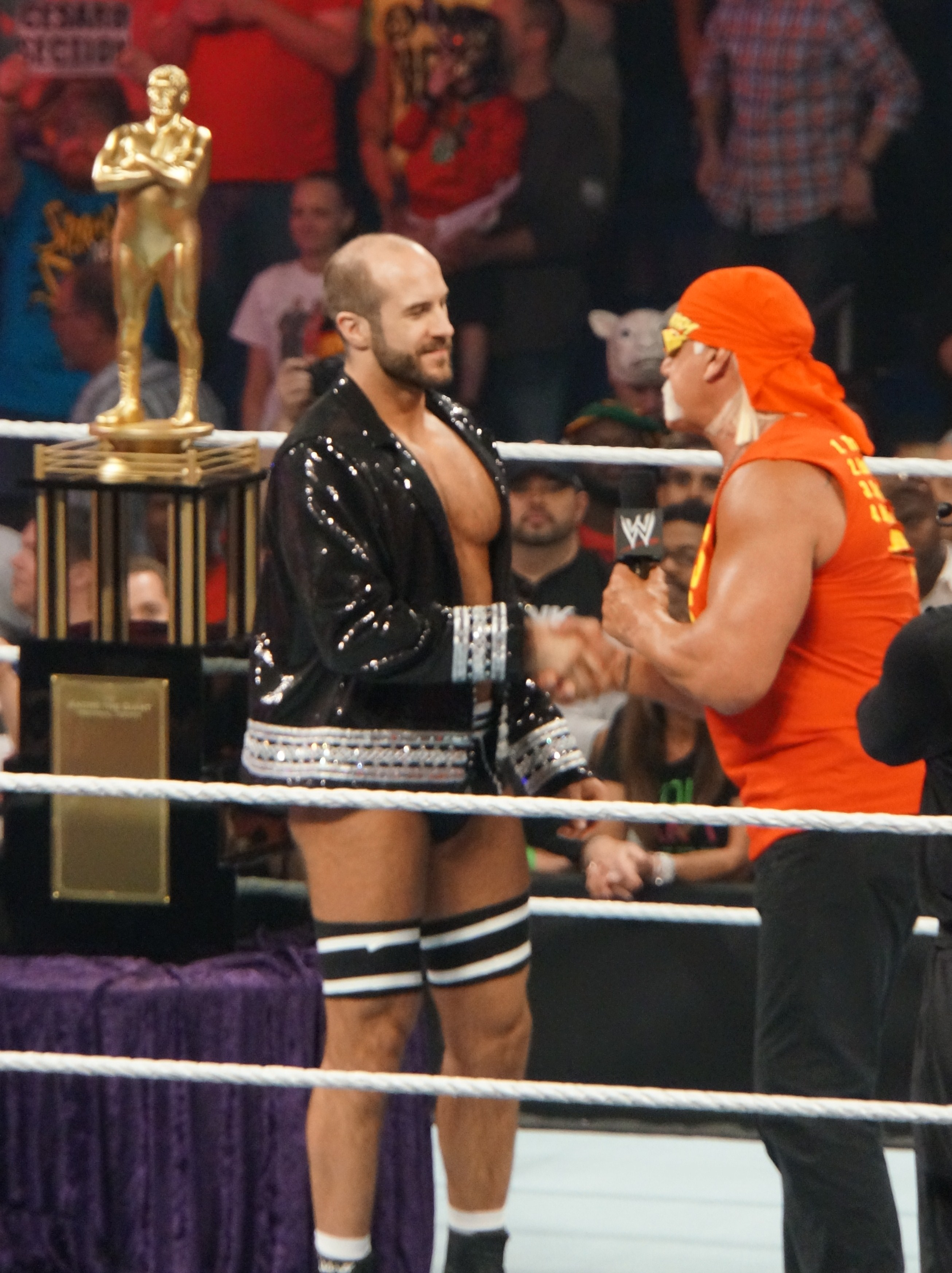
سيزارو يصافح هالك هوجان بعد فوزه بجائزة أندريه العملاق

دخل سيزارو في عداء مع زميله السابق جاك سواجر وتمكن سيزارو من الفوز عليه في عرض سماك داوون وعرض راو وقد أصبح سيزارو عدوا لروب فان دام بعد أن فاز عليه بالعد وتواجه الثلاثة في عرض  Extreme Rules  وفاز سيزارو في المبارة، وبعدها فشل سيزارو في هزيمة شيمس بطل الولايات المتحدة الأمريكية في عرض  Payback  , ويعدها في عرض الراو فاز سيزارو على روب فان دام وتأهل إلى مباراة ماني إن ذا بانك، إلتي فاز بها جون سينا، وبعدها أصبح سيزارو يخسر لأمثال كوفي كينغستون وبيج إي، وقد تم أقصائه من قبل هيث سلايتر في عرض  Battleground  بتاريخ 2014/7/20 , وفي يوم 21 يوليو أنفصل سيزارو عن هيمان،

بدون هيمان دخل سيزارو في سلسلة خسارات ضد جون سينا، دولف زيجلر، جاك سواجر، دين امبروز وأخيرا روب فان دام في عرض  Summerslam  , وبعدها فاز سيزارو على روب فان دام ليواجه شيمس في عرض  Night Of Champions  على بطولة الولايات المتحدة ولكنه خسر المبارة، بعدها أتجه سيزارو لينافس بطل القارات دولف زيجلر حيث خسر سيزارو ضده في ثلاث مباريات ومنها في عرض  Hell In a Cell  حيث خسر في مباراة عدتان من أصل ثلاث، وبعدها في نوفمبر خسر سيزارو لكل من رايباك، إيريك رون، وفشل بالفوز ببطولة الولايات المتحدة الأمريكية 

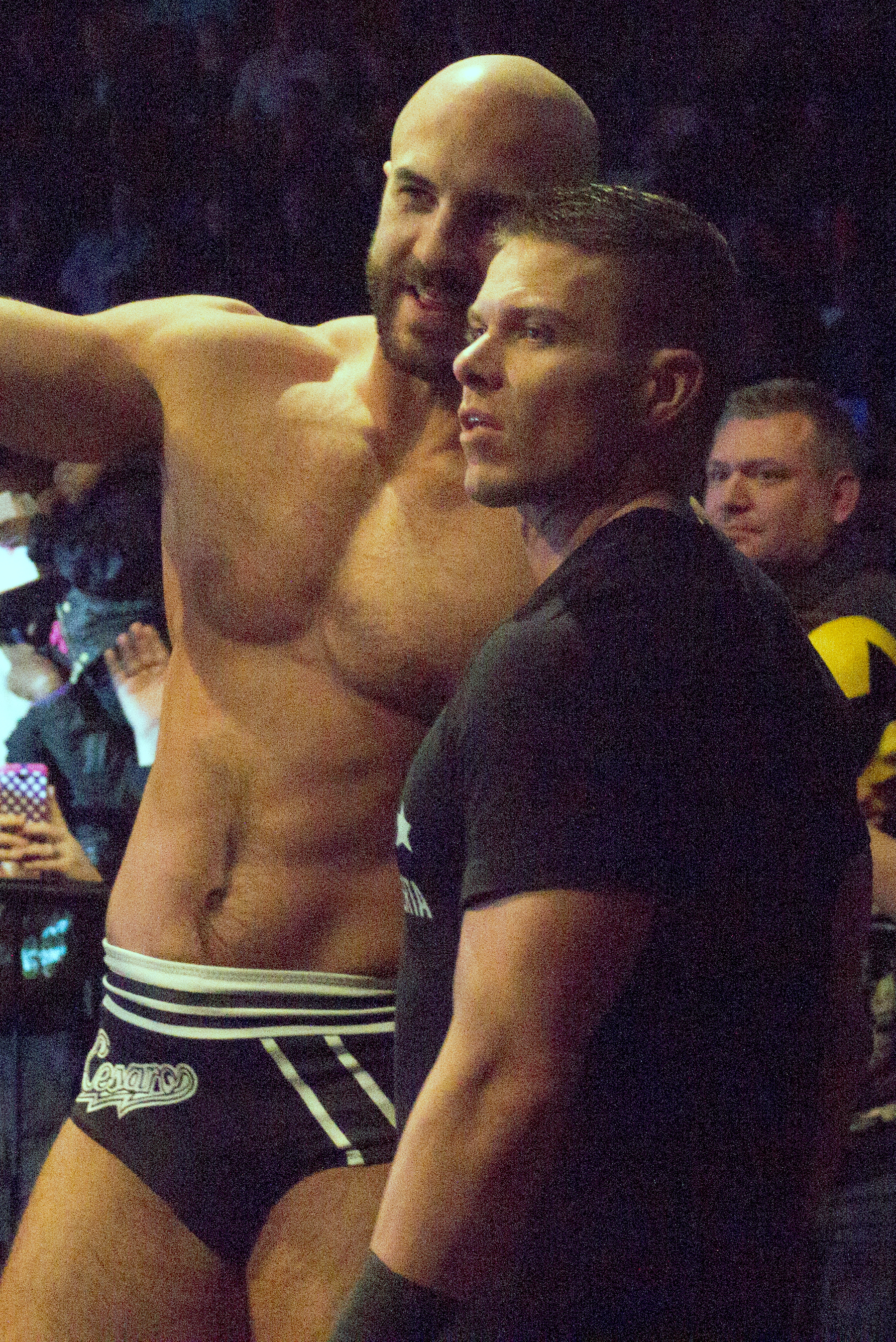
سيزارو و كيد في يناير 2015

و بعدها بدأ سيزارو بتكوين فريق جديد مع تايسون كيد وقد حاولو الفوز ببطولة الفرق بيوم 1 ديسمبر ولكنهم خسرو لذا أوسو، وقد تمكنو من هزيمة لوس ماتادوريس، وقد تحالفو مع آدم روز ليواجهو فريق (نيو داي) وفازو بالفعل، وفي عرض رويل رمبل 2015 دخل سيزارو رقم 28 وأقصي بسرعة من قبل دولف زيجلر، وبعدها دخل سيزارو وكيد في عدأ مع ذا أوسو وتمكنو من الفوز ببطولة الفرق بعد هزيمة ذا أوسو في عرض  FastLane  بتاريخ 2015/2/22.

## مواضيع أخرى
سيزارو يضهر في عرض ذا جي بي أل وكول.

### ألعاب الفديو
ضهر سيزارو في لعبة WWE13 بقابلية التحميل، كما ضهر في لعبة WWE2K14 و WWE2K15 متاح للعب بصورة مباشرة.

## بطولاته وأنجازاته
- بطولة أتحاد CAPW للوزن الثقيل مرة واحدة
- بطولة أتحاد CZW للفرق الزوجية مرتان
- أخر فريق صامد سنة 2006
- بطولة أتحاد GSW للفرق الزوجية مرتان
- بطولة أتحاد JCW للفرق الزوجية مرة واحدة
- بطولة المملكة المتحدة للفرق الزوجية مرة واحدة
- بطولة العالم للوزن الثقيل في سويسرا مرة واحدة
- بطولة العالم لأتحاد PWG مرة واحدة
- صنفته الPWI في المركز 13 من أصل 500 مصارع سنة 2014
- بطولة الولايات المتحدة الأمريكية مرة واحدة
- الفائز بمبارة أندريه العملاق التكريمية سنة 2014
- بطل الفرق الزوجية مع تايسون كيد 2015
- فريق العام سنة 2010 مع رفيقه كريس هيرو
- بطل الفرق اربع مرات مع شيمس

## مراجع

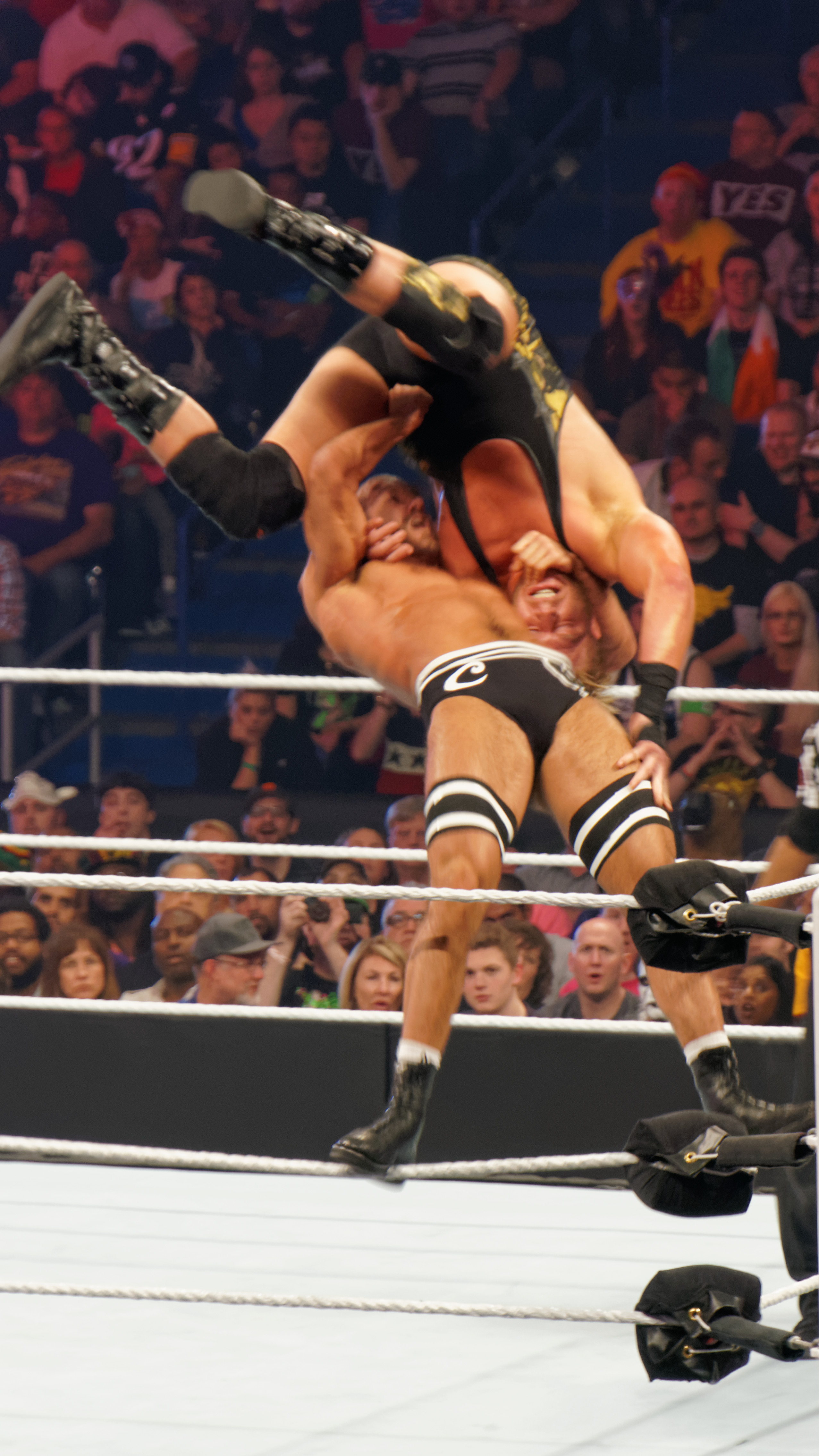
سيزارو ينفذ حركة سوبلكس على سواجر.

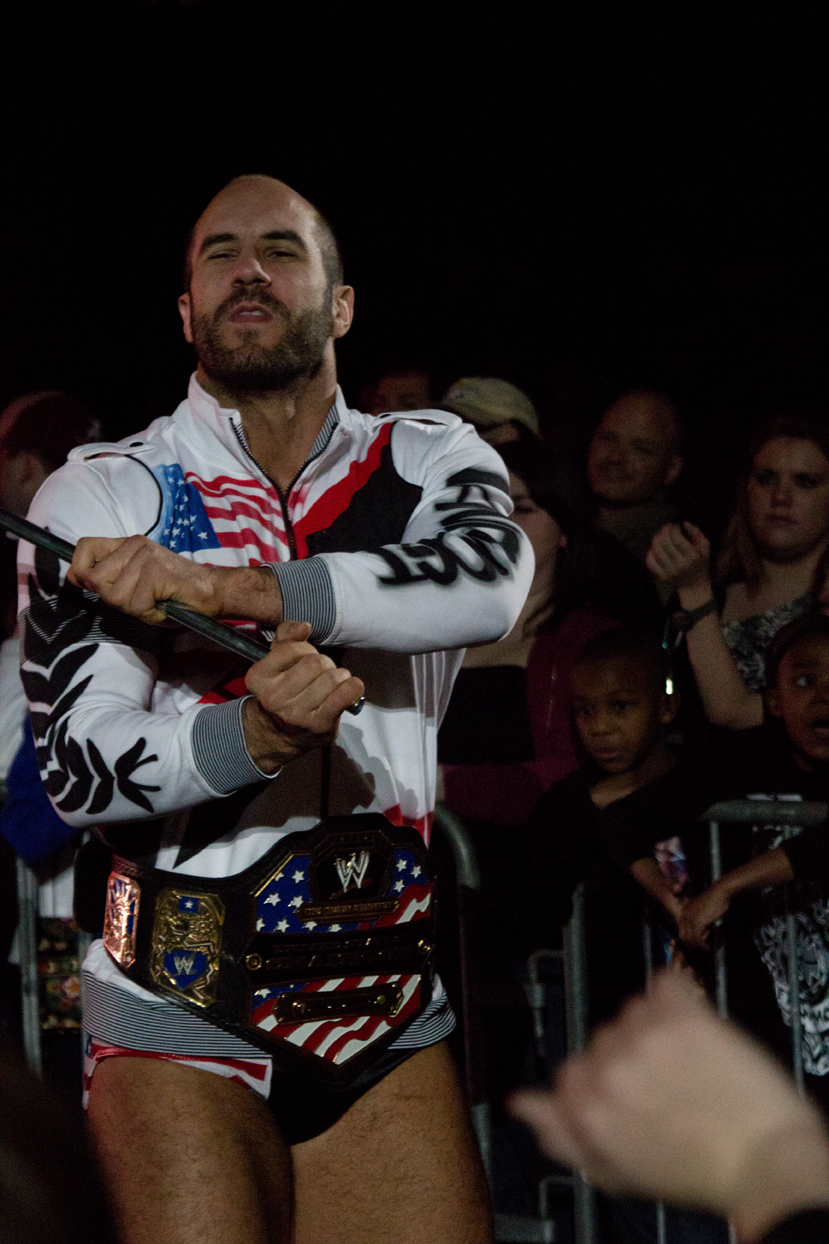
سيزارو بطل الولايات المتحدة الأمريكية.

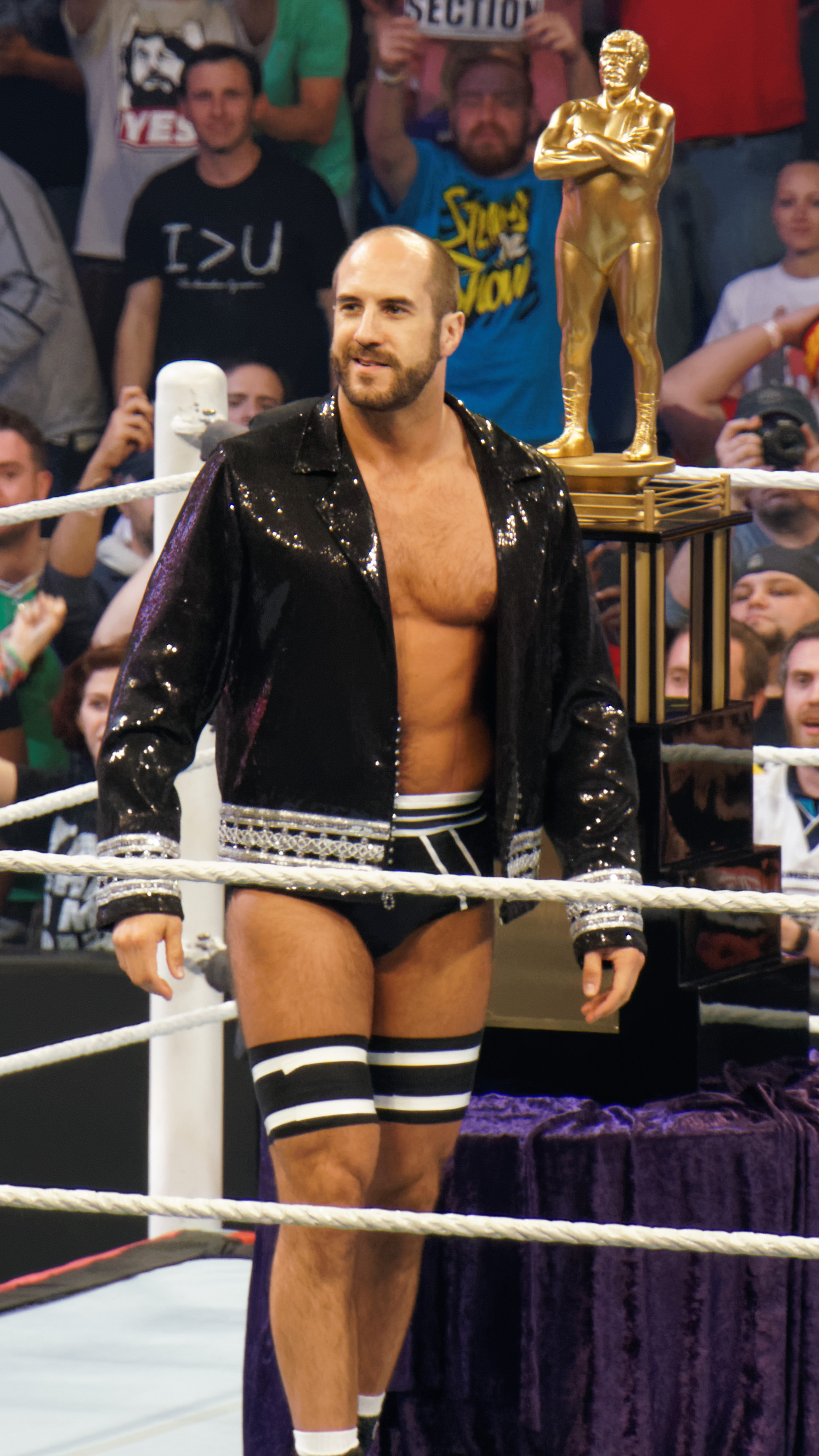
سيزارو مع جائزة أندريه العملاق.

## روابط خارجية
- أنطونيو سيزارو على موقع IMDb (الإنجليزية)
- أنطونيو سيزارو على موقع قاعدة بيانات الفيلم (الإنجليزية)
- أنطونيو سيزارو على موقع دبليو دبليو إي (الإنجليزية)
- أنطونيو سيزارو على موقع CageMatch worker (الإنجليزية)
- أنطونيو سيزارو على موقع قاعدة بيانات المصارعة على الإنترنت (الإنجليزية)
- أنطونيو سيزارو على موقع عالم المصارعة على الإنترنت (الإنجليزية)
- أنطونيو سيزارو على موقع عالم المصارعة على الإنترنت (الإنجليزية)